# Хасан Халід Абу аль-Гуда
Хасан Халід Абу аль-Гуда (араб. حسن أبو الهدى; 1871–1936) — йорданський політик, двічі очолював уряд Зайордання.